# Балкантон

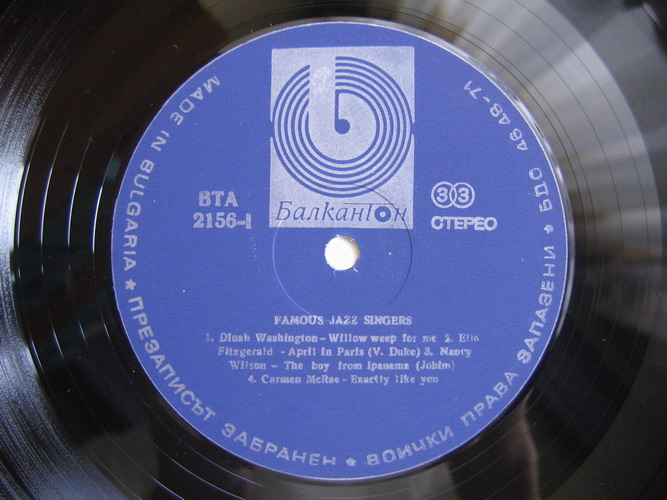

Балкантон — болгарська компанія грамзапису, створена під цією назвою в Софії в 1952, монополіст на болгарському ринку в період з 1940 по 1989, приватизована в 1999 за уряду ОДС.

## До 1944 року
Діяльність зі звукозапису в Болгарії розпочалася в першому десятилітті 20 століття за допомогою представників найбільших західноєвропейських компаній Gramophon Company, Deutsche Gramophon, Pathe, Favorite тощо, які записували популярних місцевих солістів та ансамблі.
У 1931 співак Альберт Пінкас заснував компанію Lifa Record, яка спочатку записувала музику на матриці в Берліні і Бухаресті та тиражувала грамплатівки в Софії за допомогою двох ручних пресів.
У 1934 перший болгарський дипломований пілот — майор Симеон Петров (1888–1950) заснував у Софії «Симонавію» (назва походить від творчого злиття «Симеона» та «Авіатора») — акціонерне товариство з торгівлі та промисловості з першим заводом із замкненим циклом для запису та виробництва грамплатівок.
Записи робилися в кінотеатрах «Королівський» та «Сучасний театр», виробнича база розташовувалася на бульварі Христо Ботева, 129, а на платівки були позначені маркою «Орфей».

## 1944—1989
Наприкінці Другої світової війни в Болгарії діяло чотири звукозаписні компанії: Lifa Record (перейменована на «Балкан»), «Симонавія» та стрімко збанкрутілі «Арфа» і «Мікрофон».
У 1947 перші дві були націоналізовані та об'єднані у Державне промислове підприємство «Болгарія», яке продовжує використовувати марку «Орфей», запускаючи нові «Балкан» та «Мелодію».
Записи робилися в першій спеціалізованій студії в Болгарії, створеній у 1945 інженером Димитаром Кулевим.
У 1950 при Департаменті радіо- та радіоінформаційної інформації була створена грамофонна компанія «Радіопром».
Записи робилися на студії Радіо «Софія», а виробництво було передане на слабкострумовий завод «Ворошилов».
У 1952 вся звукозаписуюча індустрія об'єднується на комбінаті «Балкантон», який має повністю замкнений цикл робіт: запис, цинкування, матриця, прес, друк на конвертах тощо. п.
Протягом майже 40 років «Балкантон» залишався монополією на закритому болгарському ринку. Накопичувалася величезна бібліотека виконавців фольклору, класика, болгарської та зарубіжної популярної музики, театральних постановок, поезій, документальних фільмів тощо.

## Після 1989 року

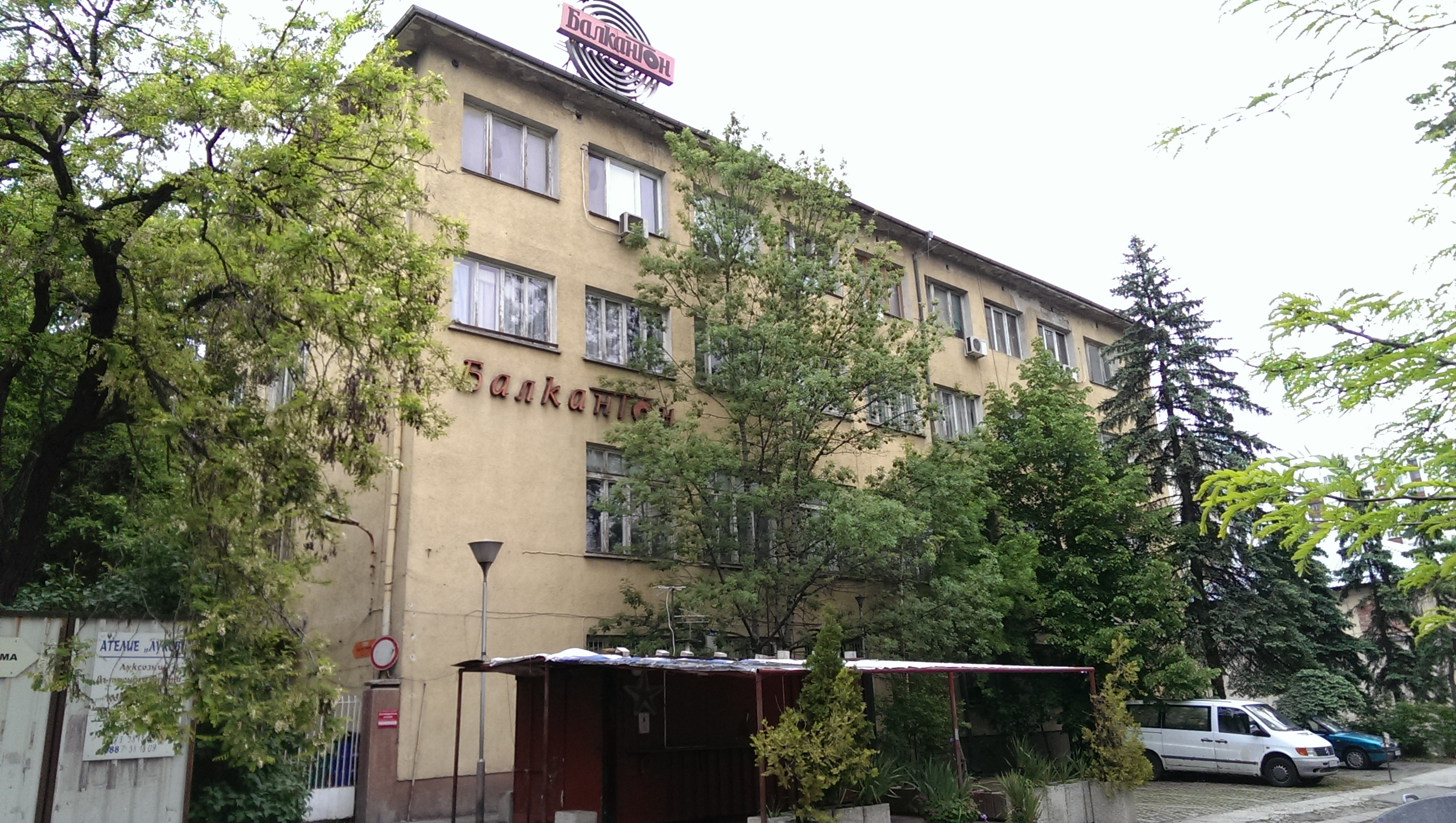
Будівля «Балкантону» у 2016 році

За розпорядженням міністра економіки та планування Івана Тенева від 20 березня 1990 Творчо-економічний комбінат «Балкантон» (входив до складу Творчо-економічного об'єдання «Орфей») був перетворений на Державну компанію «Музично-видавничий дім Балкантон». Нова компанія була зареєстрована рішенням Софійського міського суду (СМС) 8 травня 1991. Предметом діяльності вказується: створення, запис та відтворення художніх, публіцистичних, наукових та інших творів різних звуконосіїв та створення друкованих творів у галузі музики, послуги звукозапису, діяльність імпресаріо.
За розпорядженням міністра культури проф. Георгія Костова від 17 листопада 1995 Державна компанія «Музично-видавничий дім Балкантон» була перетворена на акціонерне товариство з державною власністю. Реєстрація МІК «Балкантон» ЕАД була проведена Софійським міським судом 5 квітня 1996.
Наказом Ради Міністрів № 12 від 19 березня 1998 компанія перейшла у власність Міністерства промисловості. 2 липня 1998 міністр промисловості Олександр Божков своїм розпорядженням змінив керівні органи компанії і призначив директором актора Венцислава Божинова.
Наказом від 10 червня 1999 капітал компанії був збільшений на вартість землі — основної ділянки компанії на вулиці Гайдушка Поляна, 6 (район Красно село) площею 9200 м2.
Приватна акціонерна компанія «Балкантон — 2000» зареєстрована під № 6801 / 1999 Софійського міського суду, серед акціонерів якої є співаки та музиканти-симпатики ОДС, такі як Богдана Карадочева та Івайло Крайчовський.
24 листопада 1999 міністр Божков продав 75 % МІК «Балкантон» ЕАД компанії «Балкантон-2000» на суму 135 000 дол. США. Для порівняння — у 2000 році 30-річну однокімнатну квартиру в панельному блоці в ж.к. «Младост-1» у Софії можна було придбати приблизно за 13 000 дол.
22 жовтня 2001 ще 20 % було продано особам за ст. 5, абз. 2 ЗППДОбП (тобто керівнику та членам ради директорів). 14 грудня 2001 останні 5 % було продано «Балкантону-2000» АД.
Протоколом від 18 грудня 2001 Загальними зборами акціонерів «Балкантон-2000» АД об'єднався в МІК «Балкантон» АД, а статутний капітал був збільшений до рівня 282 792 іменних акцій номінальною вартістю 1 лев.